# Les Sept Péchés capitaux VI : La Colère
Série
Les Sept Péchés capitaux V : La Gourmandise
(1910) Les Sept Péchés capitaux VII : La Paresse
(1910)
Pour plus de détails, voir Fiche technique et Distribution.
Les Sept péchés capitaux VI : La Colère est un film muet français réalisé par Louis Feuillade et sorti en 1910.

## Fiche technique
- Réalisation et scénario : Louis Feuillade
- Société de production : Société des Établissements L. Gaumont
- Pays : France
- Format : Muet - Noir et blanc - 1,33:1 - 35 mm
- Métrage : 40 m
- Genre : Drame
- Durée : inconnue
- Date de sortie : 
  -  France - 6 janvier 1910

## Distribution
- Alice Tissot
- Léonce Perret
- Maurice Vinot